# スーパーシナリオサポート
スーパーシナリオサポートとは、ファーイースト・アミューズメント・リサーチ（F.E.A.R.）が販売していたテーブルトークRPG(TRPG)のシナリオシリーズのこと。様々なテーブルトークRPGのシナリオを雑誌形式で定期的に発行している。略称は『SSS』。

## 概要
スーパーシナリオサポートが展開していた時期のテーブルトークRPG市場は俗にいう冬の時代であり、ゲーム関連製品の販売が極端に落ち込んだ時期である。雑誌も多くが休刊しサプリメントの発売も減退したために、既存ゲームのシナリオを発表するための専用の媒体が必要となっていた。そのために開始されたのが「シナリオを雑誌形式で発売するサービス」であるスーパーシナリオサポートであった。
また、F.E.A.R.の社長である中島純一郎によると、テーブルトークRPG関係の大手出版社には「シナリオ集は売れない」という常識があったため、それに異を唱える形にあえてこの冬の時代にシナリオ集の定期出版という（当時の大手出版社から見て）非常識なことをチャレンジしたということである。ただ、やはり広範な販売経路を確保するにはリスクがある製品だったのか、スーパーシナリオサポートは通常の書店での一般販売はされず、F.E.A.R.社の販売部門であるゲーム・フィールドからの通信販売専用の製品であった。しかし、イエローサブマリンなどの一部ゲームショップでは店頭販売もされていた。
一番初めのスーパーシナリオサポートは1998年に『トレイダーズ!』により開始された。『トレイダーズ!』のシナリオはシナリオごとに専用のカードやボードを自作する必要があり、ユーザーレベルでシナリオを作るのが他のTRPGに比べて高い負担があるゲームだったために、公式サイドからの既製品シナリオの提供がどうしても必要だったのである。『トレイダーズ!』のスーパーシナリオサポートシリーズ（以下、SSSシリーズと表記）に続く形で様々なゲームの SSSシリーズが提供されていった。
1998年から2005年までの間、定期的に刊行されていたが『トーキョーN◎VA SSSシリーズ Vol.S-4 人間以上 -MANPLUS-』（通称「ヒルコSSS」）をもって一度、全シリーズが終了した。しかし、2015年の『トーキョーN◎VA THE AXLERATION スーパー・シナリオ・サポート Vol.1 ナイト・ムーヴズ』を皮切りに、再び刊行が開始された。

## シリーズ一覧
トレイダーズ! SSSシリーズ
1998年4月より隔月ペースで発売された。全14巻。
トーキョーN◎VA SSSシリーズ
2000年7月より隔月ペースで発売された。全26巻。最も長期に渡って展開したスーパーシナリオサポートで、使用システムのバージョンは発売時期により違うバージョンが使われている。初期は『トーキョーN◎VA The Revolution』、中期は『トーキョーN◎VA The Revolution REVISED』、後期は『トーキョーN◎VA The Detonation』となる。
天羅万象・零 SSSシリーズ
2001年10月より隔月ペースで発売された。全6巻。使用されたシステムのバージョンは第二版にあたる『天羅万象・零』。
ブレイド・オブ・アルカナ SSSシリーズ
2001年11月より隔月ペースで発売された。全22巻。使用されたシステムのバージョンは第二版にあたる『ブレイド・オブ・アルカナ The 2nd Edition』。
アルシャード SSSシリーズ
2002年7月より隔月ペースで発売された。全17巻。使用されたシステムのバージョンは第一版にあたる『アルシャード』。
トーキョーN◎VA THE AXLERATION SSSシリーズ
2015年5月より三ヶ月に1巻のペースで刊行されている。
メタリックガーディアンRPG SSSシリーズ
2015年9月より不定期に刊行されている。
トーキョーナイトメア SSSシリーズ
2019年5月より三ヶ月に1巻のペースで刊行されている。

## 製品の形態
シナリオ専用のカードやボードを袋詰めにする形で一本のシナリオをサポートしていた『トレイダーズ! SSSシリーズ』を除けば、全てのスーパーシナリオサポートはB5サイズの小冊子の形式でシナリオが2本（2015年以降のシリーズでは3本）とおまけ企画が数ページという体裁となっている。おまけ企画には追加データや追加のワールド設定、NPC紹介などが書かれることが多い。
『トレイダーズ! SSSシリーズ』を除く全てのSSSシリーズは毎回特定のキャラクタークラスをテーマにしており、掲載されるシナリオやおまけ企画はそのクラスに関係するものとなっている。（『トレイダーズ! SSSシリーズ』はこのようなテーマによる縛りはない）